# 豊島市場

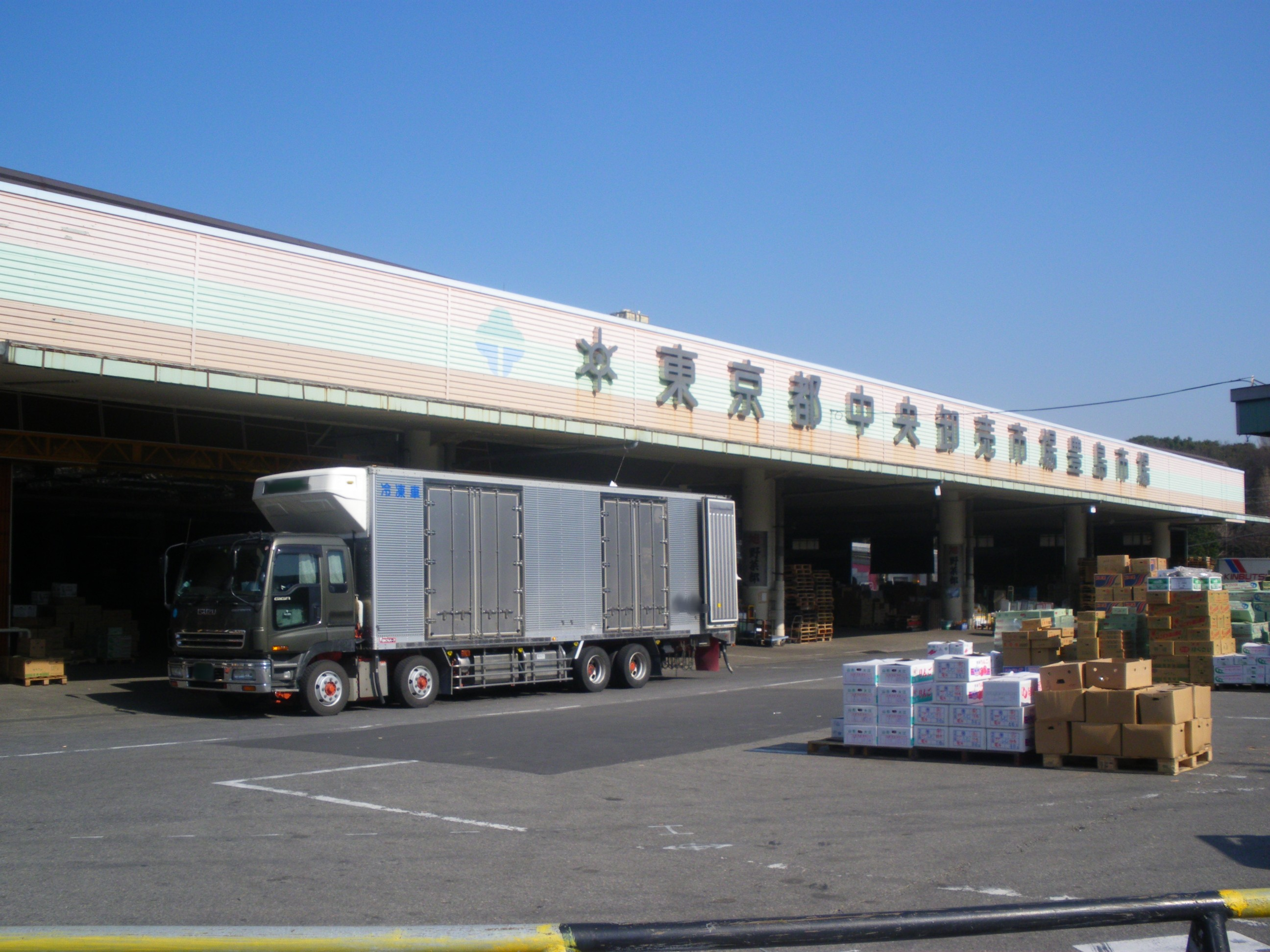
豊島市場の外観(2009年)

豊島市場（としましじょう）は、東京都豊島区巣鴨5丁目にある東京都中央卸売市場の市場。

## 概要
16世紀の元和年間発祥の「駒込土物店」が前身である。文京区本駒込の天栄寺境内には縁起碑が建つ。
神田市場、足立市場（千住青物市場）と並び、江戸の三大青物市場のひとつで、幕府の御用市場であった。
明治時代には駒込青果市場となり、1937年（昭和12年）3月、豊島区内に「東京中央卸売市場豊島分場」として移転開場し、現在に至っている。

## アクセス
- 巣鴨駅徒歩10分